# Památník národního písemnictví
Památník národního písemnictví (PNP) - Muzeum literatury je kulturní, muzejní, vědeckou a vzdělávací institucí, která získává, shromažďuje, zpracovává, eviduje a zpřístupňuje sbírku, která se vztahuje k vývoji literatury a knižní kultury v českých zemích včetně dokladů vážících se k životu, dílu a odkazu významných osobností české literatury od 18. století do současnosti. Plní funkci muzea ve smyslu ustanovení § 10 odst. 6 zákona č. 122/2000 Sb., o ochraně sbírek muzejní povahy. Od roku 1952 sídlil na adrese Strahovské nádvoří 132/1, 118 00 Praha-Hradčany, ale po téměř sedmdesáti letech se přestěhoval ze Strahovského kláštera do bubenečské Petschkovy vily (Pelléova 44/22, Praha 6-Bubeneč) a už jako Muzeum literatury otevřel své sbírky veřejnosti.
Součástí PNP - Muzea literatury je také Letohrádek Hvězda (Obora Hvězda, 160 00 Praha 6-Liboc), Malá vila (Pelléova 20/70, Praha 6-Bubeneč), Česko-francouzské kulturní centrum Petrkov a Centrální depozitář v Litoměřicích.

## Historie

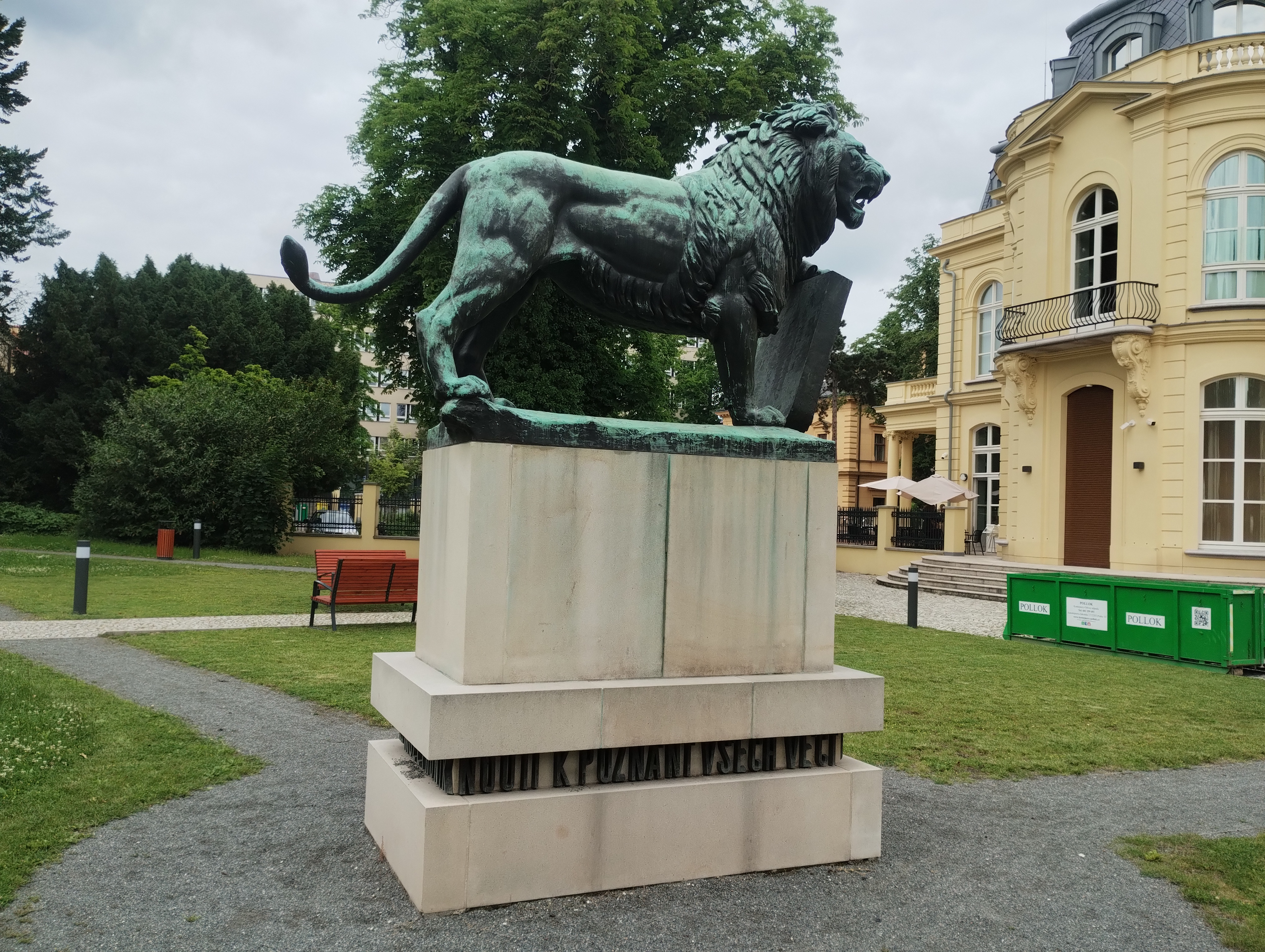
Socha lva od Bohumila Kafky u současného sídla PNP v Petschkově vile, přemístěná z bývalého sídla na Strahově

Instituce byla založena v roce 1952 jako Památník národní kultury v prostorách zabaveného Strahovského kláštera. V roce 1953 se PNK přejmenoval na Památník národního písemnictví. Struktura PNP se po dobu své existence vyvíjela pod vlivem politických změn a také s ohledem k rozrůstání a rozšiřování sbírkového materiálu a akvizic. Po vzniku v 50. letech a přípravě stálé expozice, jejíž uspořádání a spravování bylo zpočátku hlavním důvodem založení Památníku, byla v 60. letech podporována široká výstavní, publikační a programová činnost instituce. Roku 1964 byl do PNP začleněn Literární archiv Národního muzea. V následujícím roce byl vyhlášen I. ročník soutěže o Nejkrásnější československé knihy roku a od roku 1966 vychází sborník Literární archiv. V 70. letech se PNP věnoval především zpracování získaných archiválií a od některých svých aktivit ustoupil. Na počátku období tzv. normalizace po roce 1972 byla část archivů přemístěna do nepřístupného fondu zakázaných autorů a řada výstav byla zrušena a nahrazena jinými tématy.
V roce 1977 se PNP stal součástí Mezinárodního výboru literárních muzeí ICOM/ICLM, jehož členem (s krátkou přestávkou 1989–1992) zůstal i po roce 1989. V letech osmdesátých se PNP věnoval důkladnému zpracování nových akvizic.
Po roce 1989 se musel PNP vyrovnat s existenčními problémy, obhájit své postavení a svůj význam v kulturním životě, vyřešit majetkoprávní vztahy, budovu, archiválie i některé dílčí sbírkové soubory navrátit premonstrátům a ostatním subjektům. Od počátku 90. let pokračuje instituce v akvizicích, ve vědeckém zpracování fondů, prezentaci vlastní práce veřejnosti, organizaci literárně-vědných konferencí. Od roku 2010 je zařazen mezi výzkumné organizace.
Roku 2007 PNP získal tzv. Malou vilu v Pelléově ulici, kam r. 2011 přesídlilo Oddělení prezentace sbírky, které organizuje výstavní činnost instituce, doprovodné programy a propagaci. Po opravě sousední Petschkovy vily, se zde nachází sídlo instituce, odborná pracoviště, studovny, výstavní a programové prostory. Archivní fondy byly přestěhovány do centrálního depozitáře vybudovaného z bývalých kasáren v Litoměřicích.

## Sbírková a odborná oddělení
Veškeré fondy spravované PNP jsou rozděleny mezi tři sbírkotvorná oddělení: Literární archiv, Umělecké sbírky a Knihovnu.

### Literární archiv

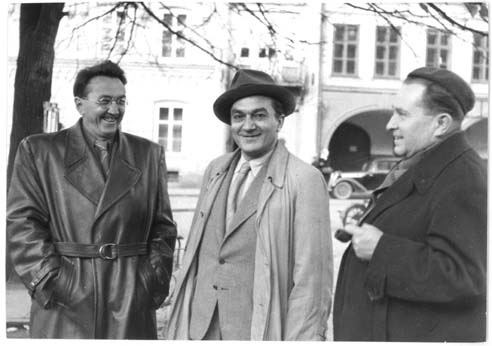
Vladimír Holan

Největší část sbírky PNP tvoří materiály uložené v Literárním archivu (2288 archivních fondů do roku 2015). Tyto rozsáhlé fondy uchovávají především psané archiválie osobní i korporační s časovým vymezením od 18. století po současnost. Převážnou část představují fondy osobností působících v kulturní oblasti, které se věnovaly literární činnosti, dramatickému nebo výtvarnému umění. Archiv taktéž spravuje pozůstalosti osobností vykonávajících některou z profesí, která se této sféry přímo dotýká (překladatelé, novináři, literární vědci a historici, archiváři, knihovníci atd.). Významnou část sbírky tvoří rozsáhlý fotografický archiv a audio archiv, který uchovává záznamy literárních pořadů, jako jsou autorská čtení, besedy se spisovateli, rozhovory, vzpomínky a podobně. Specificky vymezená sbírka českého písemnictví 19. a 20. století představuje neucelenější soubor produkce té doby vůbec. Rozsahem své sbírky uložené v Literárním archivu tak patří PNP mezi přední evropské instituce svého druhu.

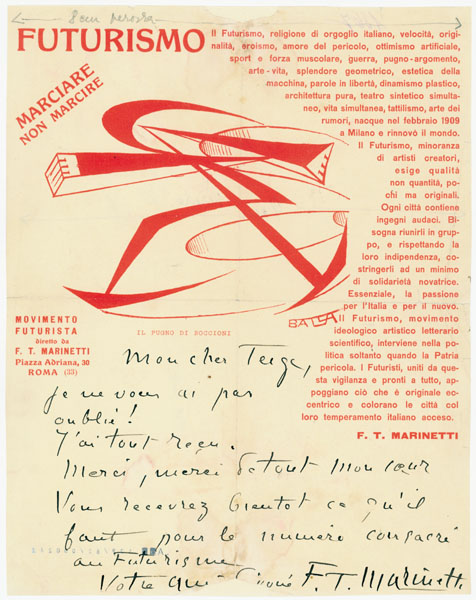
Dopis F. T. Marinettiho Karlu Teigovi

Literární archiv vznikl roku 1818 jako součást Národního muzea. K významnému rozvoji archivu, který do té doby existoval pouze jako pododdělení Muzejní knihovny, došlo ve dvacátých letech přispěním tehdejšího ředitele a kulturního historika Čeňka Zíbrta. K důležitým předválečným akvizicím patří korespondence J. Vrchlického, J. S. Machara, část pozůstalosti J. Arbesa. Po roce 1945 byl získán rodinný archiv Fričů, osobní fondy Karla Teigeho, bratří Mrštíků. V 50. letech se podařilo získat fondy Zdeňka Kalisty, Vítězslava Nezvala, Jana Wericha, Karla Čapka, dopisy Franze Kafky a řadu dalších.
Pro nedostatek místa v centrální budově na Václavském náměstí byl archiv v roce 1953 přestěhován na Strahov. Zpočátku zde sídlil nezávisle na PNP, v roce 1964 však byl do něj začleněn. Rozsáhlé rozrůstání sbírky vyvolalo potřebu vytvoření dalšího depozitáře, kterým se v roce 1969 staly Staré Hrady.
V sedmdesátých letech pokračoval Literární archiv v akviziční činností a důkladnějším zpracování starších fondů. Významnou činností byl nákup sbírek tzv. zakázaných autorů. Archiv připravil ve spolupráci s nakladatelstvím Albatros množství faksimilií literárních dokumentů a zapůjčuje sbírkové materiály na místní i mezinárodní výstavy.
Po roce 1989 se podařilo získat rozsáhlý fond Svazu československých spisovatelů, nakladatelství Československý spisovatel, Melantrich a mnoho osobních fondů: Ivan Blatný, Václav Černý, Ladislav Fuks, Jaroslav Foglar, Vladimír Holan, Bohumil Hrabal, Jindřich Chalupecký, Jiří Kolář, Josef Váchal. Po roce 1990 se některé archiválie dostaly do fondů jiných institucí, kterým svou povahou lépe odpovídaly.

### Umělecké sbírky

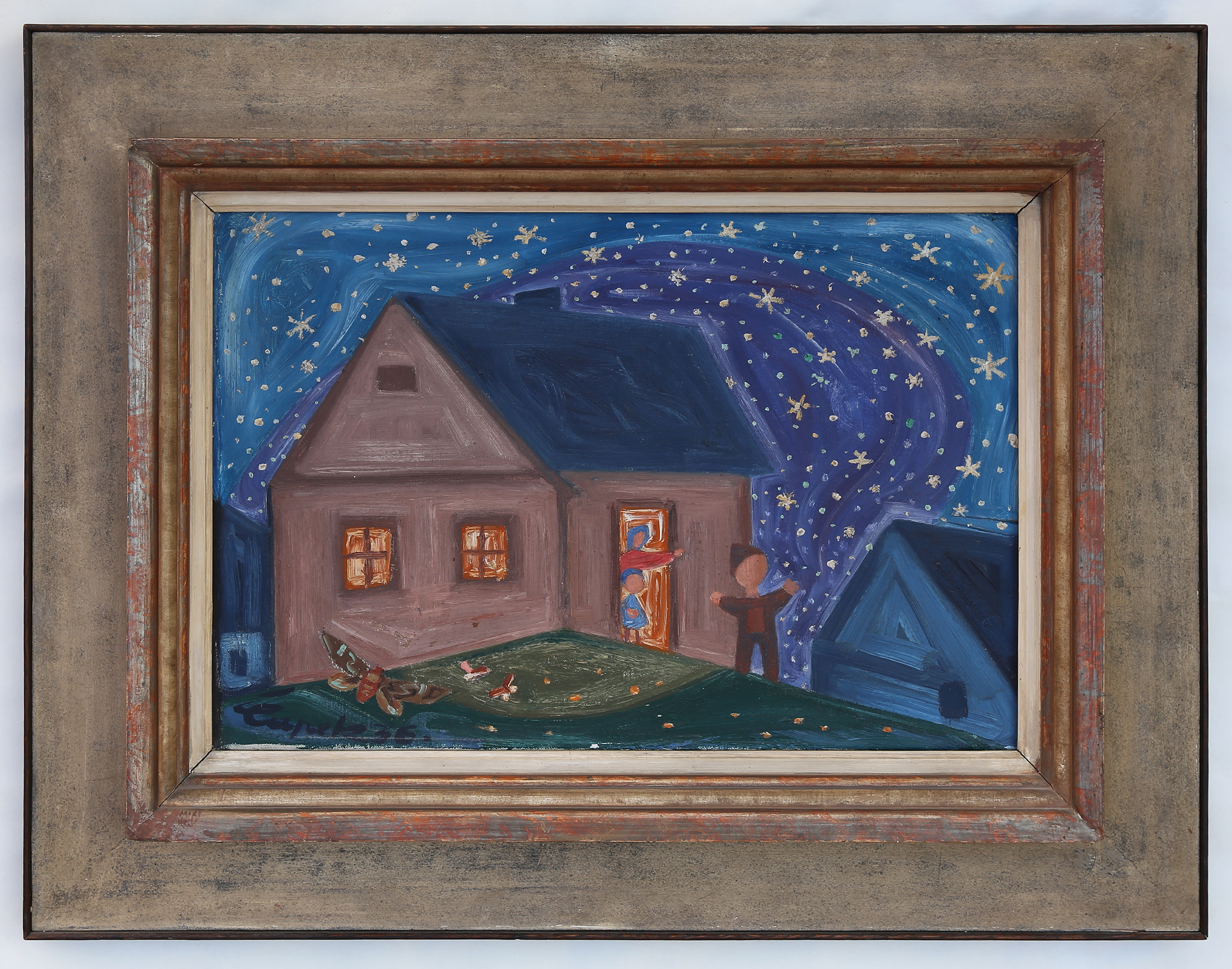
Josef Čapek: Hvězdy, 1936

Oddělení uměleckých sbírek spravuje jednu z nejrozsáhlejších kolekcí výtvarného umění v České republice. Je to cca 400 000 sbírkových předmětů. Neustále se rozrůstající sbírka obsahuje kromě grafiky, kresby a malby také soubor plastiky, užitého umění, mobilií či hmotných památek po řadě českých literátů. Posláním Oddělení uměleckých sbírek je dokládat vývoj české literatury a knižní kultury v širokých společenských souvislostech a na vztazích mezi literaturou a výtvarným uměním.

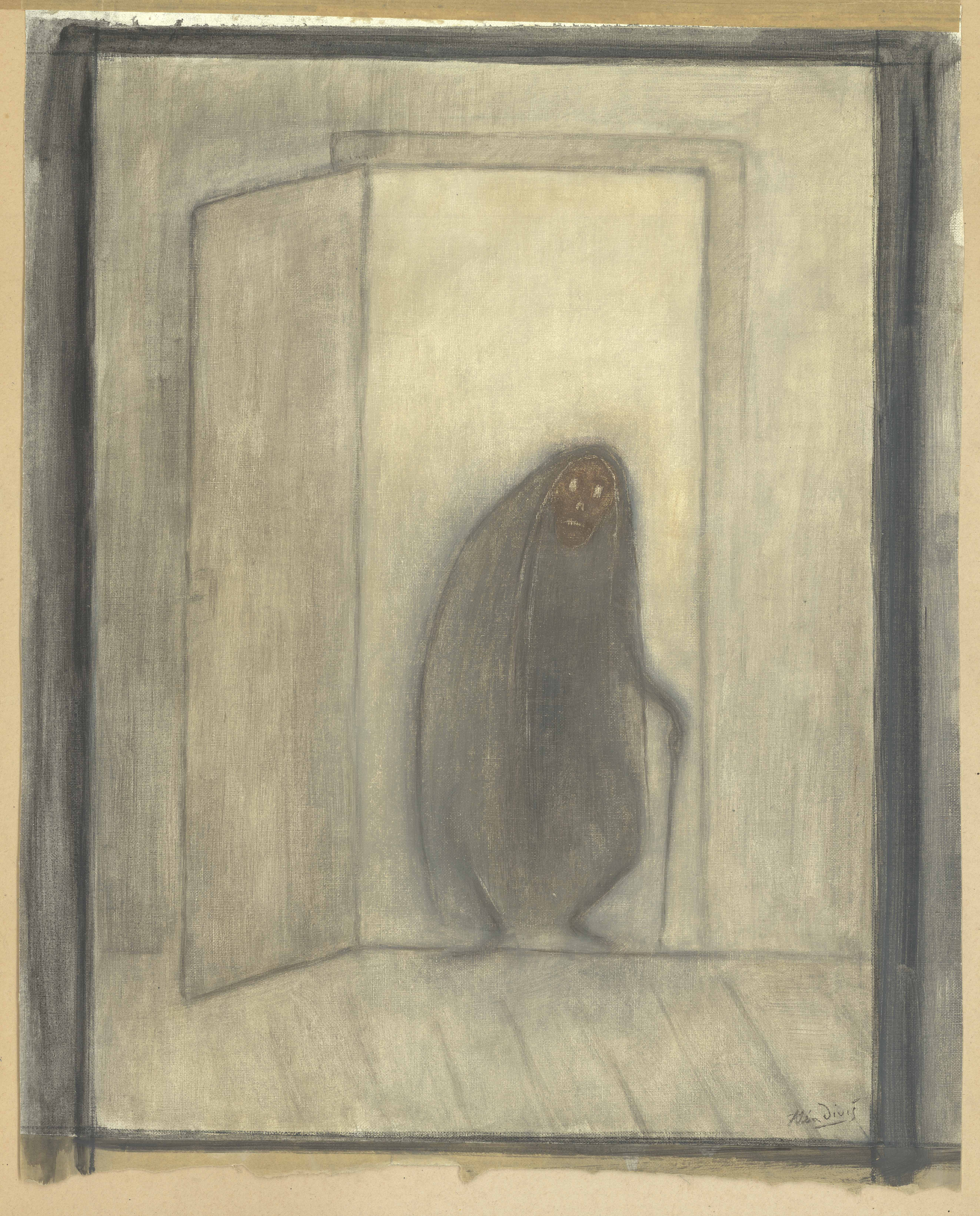
Alén Diviš: Polednice. Ilustrace ke sbírce Kytice K. J. Erbena

Oddělení, které bylo založeno ještě před otevřením PNP v roce 1953, zahájilo svou činnost organizováním budoucí expozice české literatury. Základ umělecké sbírky tvoří tzv. Karáskova galerie, která byla do správy PNP převedena v roce 1955. Její součástí jsou rozsáhlé konvoluty výtvarných děl české i evropské provenience od starověku až do poloviny 20. století.
V prvním desetiletí od založení PNP byla sbírka rozšířena o obrazovou část podnikových archivů prvorepublikových nakladatelských domů J. R. Vilímka, Družstevní práce, J. Otty a jiných. Mezi další početné fondy patří umělecká sbírka překladatele, kulturního publicisty a básníka J. Krecara, bibliofila A. Sáňky nebo nakladatele J. Portmana.
V 50. letech 20. století bylo Oddělení uměleckých sbírek obohaceno o kolekce děl vztahujících se k životu a dílu Aloise Jiráska a Mikoláše Alše (někdejší Muzeum A. Jiráska a M. Alše). V následujících desetiletích se četnými odkazy a nákupy podařilo do sbírek zařadit i početné soubory výtvarných děl předních autorů 19. a 20. století, např. J. Berglera, S. H. Pinkase, J. Váchala, K. Hlaváčka, F. Bílka, J. Štursy, H. Boettingera, V. Preissiga, F. Koblihy, J. Konůpka, Z. Kratochvíla, Z. Buriana, Z. Braunerové, V. Maška, V. H. Brunnera, K. Teigeho, Toyen, J. Čapka, F. Bidla, A. Hoffmeistera, V. Boudníka, J. Koláře, B. Kolářové, A. Šimotové, K. Pacovské, P. Nešlehy, K. Nepraše, D. Puchnarové, D. Chatrného, M. Polcara a mnoha jiných.
Významná je i reprezentativní kolekce italské, francouzské, německé a holandské kresby a grafiky z 15.-18. století. Díky sběratelskému úsilí Jiřího Karáska ze Lvovic spravuje oddělení i významnou sbírku polského a ruského umění. V rámci akvizičního programu jsou sbírky systematicky doplňovány také o současnou tvorbu (např. L. Vilhelmová, P. Nikl, D. Cajthaml, P. Piekar atd.). V posledních letech začala být budována sbírka autorské knihy.
Součástí oddělení je od roku 1991 Kabinet ex libris v Chrudimi s rozsáhlou sbírkou české knižní značky. Zde se pravidelně koná celostátní přehlídka Trienále českého ex libris.

#### Významná díla
- Dobrá kočka která nemlsá (Václav Hollar), Vyhnanec (Karel Hlaváček), Za naši svobodu! (Vojtěch Preissig)

### Knihovna

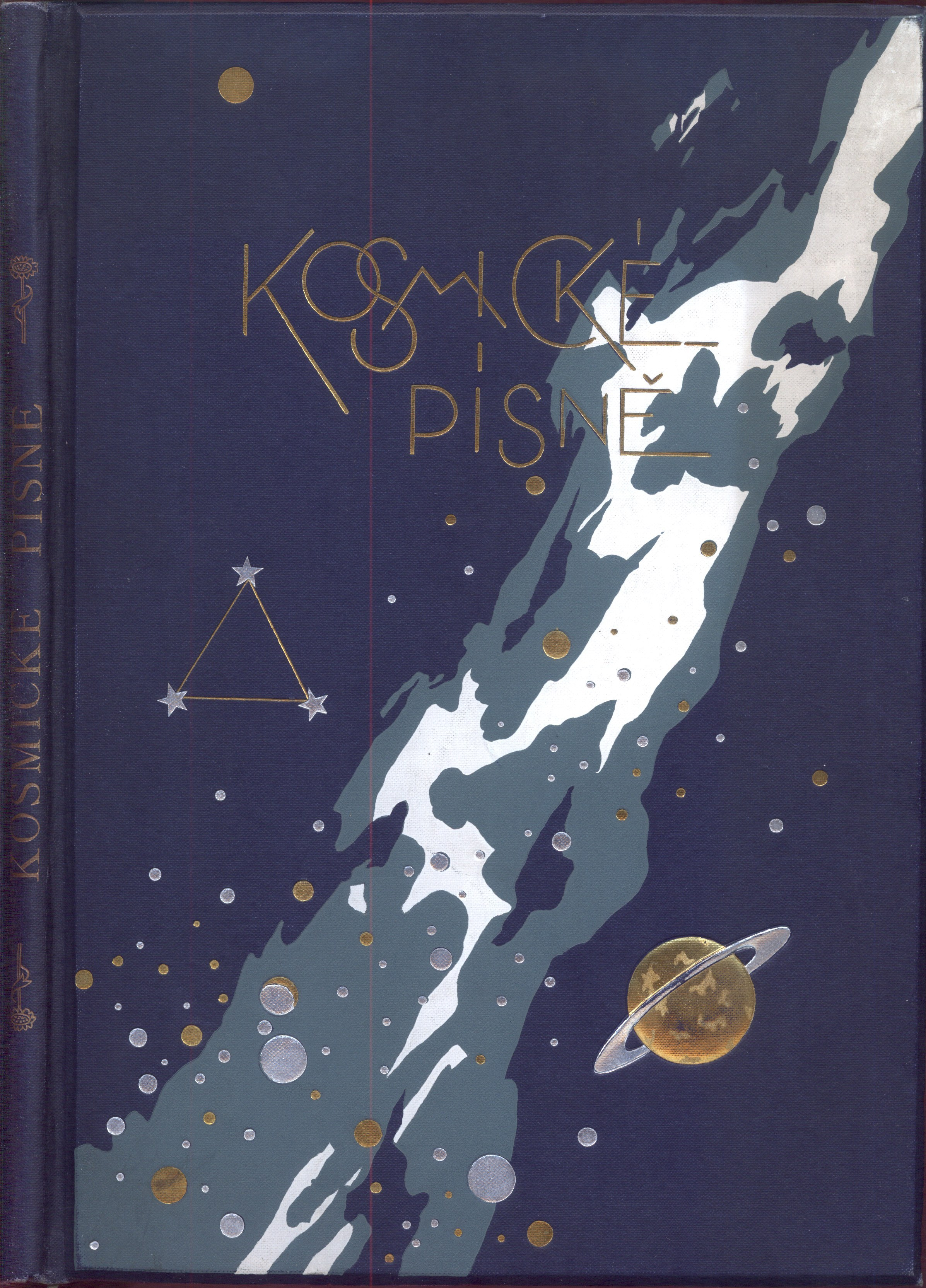
Jan Neruda: Kosmické písně, Topičovo vydání z roku 1893

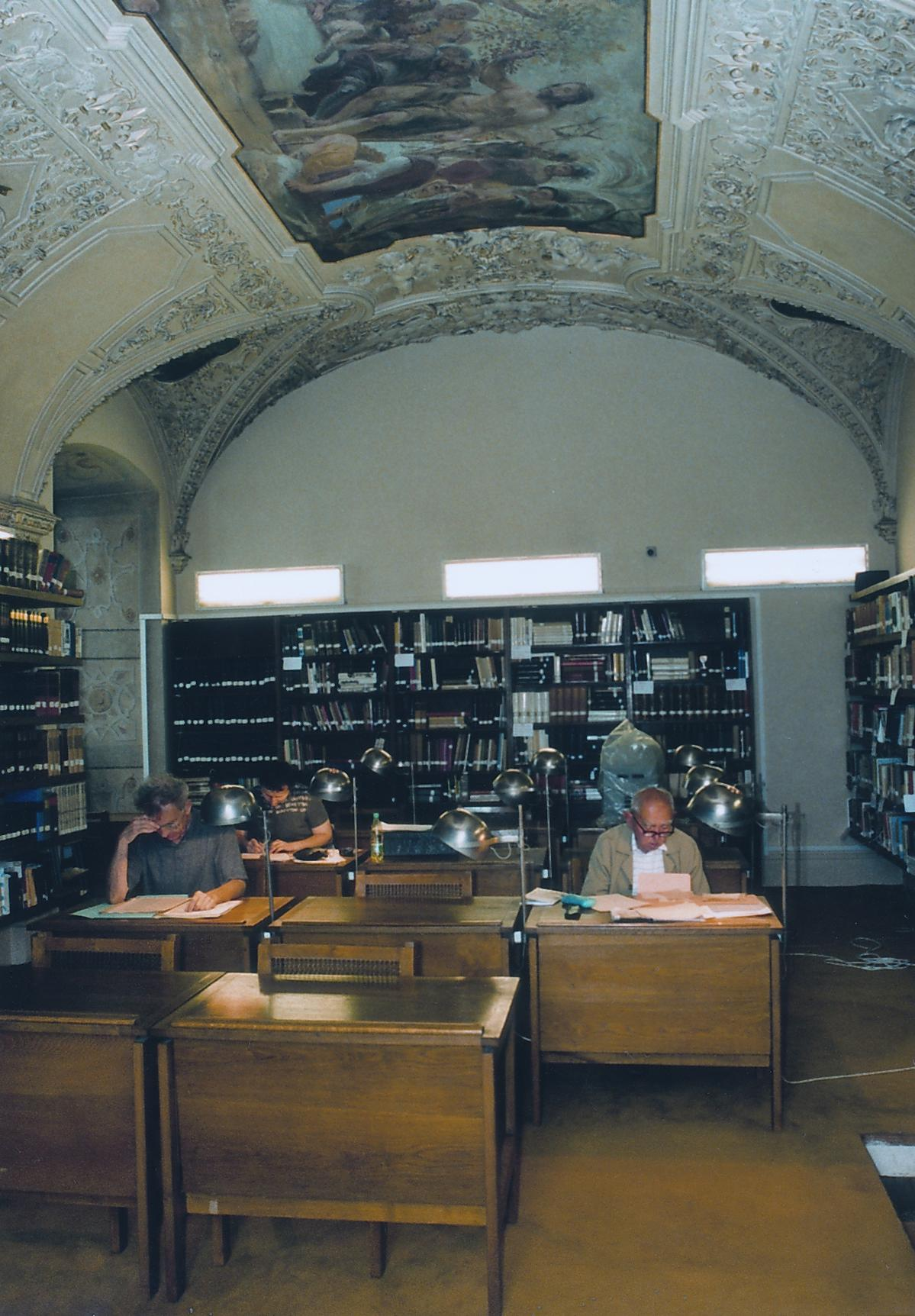
Studovna Knihovny PNP

Knihovna PNP je specializovanou muzejní knihovnou, která spravuje víc než půl milionu svazků knih, časopisů a rukopisů. Získává a veřejnosti zpřístupňuje především muzejní exempláře knih běžných vydání, které jsou ceněné díky glosám, dedikacím, autogramům a ex libris. Významným dílem je např. Žlutický kancionál. Součástí knižních sbírek jsou rovněž autorské knihy, bibliofilie s četnými unikátními ilustracemi či uměleckou knižní vazbou. 
Současná akvizice je zaměřena na získávání osobních a institucionálních knihoven, a navazuje tak na soubor více než stovky knižních celků získaných v minulosti (např. knihovna V. Holana, V. Nezvala, A. Sáňky, nakl. Aventinum).
Změny, které nastaly po roce 1989, ovlivnily dosavadní složení fondů knihovny. Z cenného původního jádra historických fondů, do něhož patřila Strahovská knihovna a další klášterní knihovny, vydaného původním vlastníkům na základě restitučního zákona, zbyl jen fragment sbírky rukopisů a starých tisků, získaných již za existence PNP.
Knihovna je veřejně přístupná, v rámci celostátní sítě knihoven spolupracuje se Souborným katalogem ČR a s Národními autoritami ČR; v rámci AMG je členem knihovnické komise; elektronický katalog je online přístupný na webu PNP.

## Oddělení prezentace sbírky

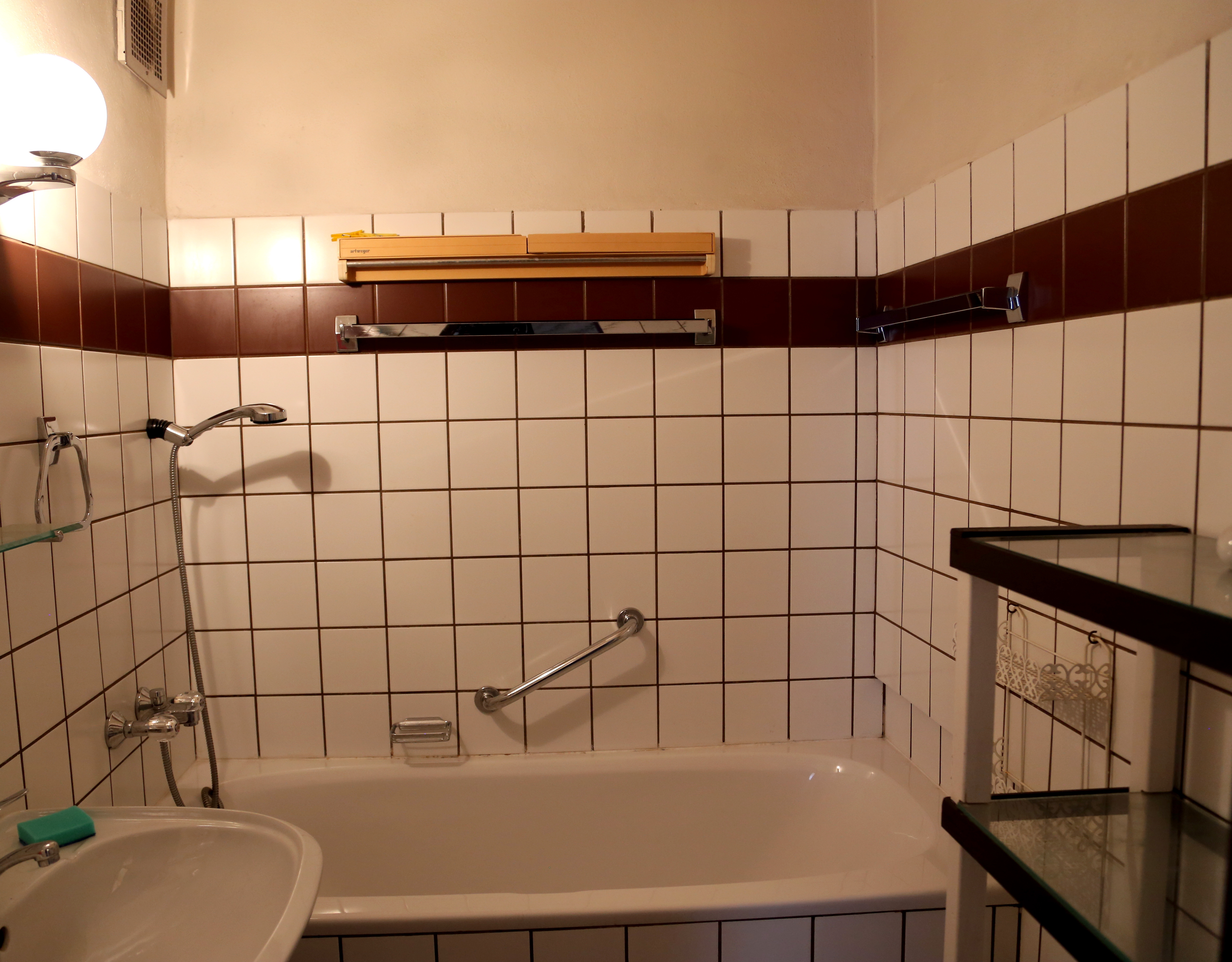
Byt Ladislava Mňačka - koupelna, dnes již demontovaný

Vzniklo v 70. letech jako útvar kulturně výchovný, který sloužil k výrobě pořadů připomínajících literární výročí, narození a významné kulturní události. Od roku 2011 sídlí v Pelléově ulici č. 20/70 (tzv. Malá vila) a připravuje množství výstav, literárních besed a setkání, mimo jiné například ve spolupráci s Městskou částí Praha 6 od roku 2014 dlouhodobý projekt Literáti z naší čtvrti. Krátce se v Malé vile nacházelo kompletní zařízení bývalého bytu Ladislava Mňačka.
Každoročně PNP ve spolupráci s Ministerstvem kultury ČR pořádají soutěž o Nejkrásnější české knihy roku. V soutěži o nejlepší knižní design je hodnoceno grafické, ilustrační a polygrafické zpracování knih vydaných v českých nakladatelstvích a vytištěných v českých tiskárnách vždy za poslední kalendářní rok.

### Kulturní a vzdělávací činnost
Památník národního písemnictví organizuje výstavy, konference, přednášky a pořady s literární tematikou a vydává sám nebo ve spolupráci s dalšími subjekty řadu sborníků a publikací. Vydává množství tiskovin a drobnějších katalogů k pořádaným výstavám, vědeckým konferencím, besedám a literárním pořadům. Do roku 2015 uspořádal několik set podobných akcí.

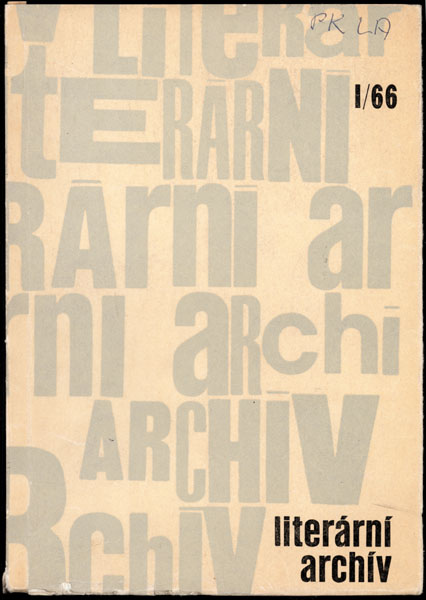
První číslo sborníku Literární archiv

### Publikační řady
- 1964 –1970 Glosy ze Strahova
- 1965 –  Katalog k soutěži Nejkrásnější české knihy roku
- 1966 – 1986 sborník Strahovská knihovna
- 1966 – sborník Literární archiv
- 2012 – edice Depozitář, rozdělená na řadu Studie a Dokumenty

## Externí zařízení
- Císařská kuchyně - Hájenka v oboře Hvězda (knihovna)
- Letohrádek Hvězda (výstavní prostory)[8]
- Litoměřice, bývalá kasárna pod Radobýlem (depozitář od r. 2016)
- Petrkovský zámeček, sídlo a bydliště Bohuslava Reynka (od roku 2020)[9]